# Phoebe A. Hearst Museum of Anthropology
Le Phoebe A. Hearst Museum of Anthropology, anciennement Lowie Museum of Anthropology, est un musée d’anthropologie situé sur le campus de l’Université de Californie à Berkeley. Il fut fondé en 1901 sous le patronage de Phoebe Hearst avec pour objectif de soutenir le recueil systématique d’artefacts archéologiques et ethnologiques en vue de l’établissement d’un département d’anthropologie à l’université. Il débuta en 1903 à San Francisco, ouvrit au public en 1911, puis se transporta dans l’ancien bâtiment d’ingénierie civile de Berkeley en 1931. En 1959, il emménagea dans le Kroeber Hall récemment construit. En 1991, il prit son nom actuel afin de témoigner de la contribution de Phoebe Hearst à son existence.
Il est aujourd’hui une unité de recherche de l’Université de Californie et définit ainsi sa mission :

« À travers l’intégration de perspectives multiples et grâce au support de ses collections archéologique, biologique and ethnographique internationales, le Phoebe A. Hearst Museum of Anthropology soutient les recherches académiques et communautaires, organise des expositions, des activités éducatives et des programmes culturels renforçant et reliant les communautés de l’université Berkeley et de la région de la baie de San Francisco. »

De nombreux chercheurs américains éminents furent associés au musée, dont Frederic Ward Putnam, son premier directeur, les anthropologues Alfred L. Kroeber, Robert Lowie et William Bascom, les paléoanthropologues Francis Clark Howell et Tim D. White, les égyptologues Klaus Baer et Cathleen Keller, les archéologues Max Uhle, George Reisner, John Howland Rowe, J. Desmond Clark, David Stronach, Crawford Hallock Greenewalt, Jr. et Patrick Vinton Kirch.
Le musée fut la dernière résidence d’Ishi, de 1911 à sa mort en 1916.

## Collections
Elles comprennent environ trois millions d’objets, des notes de terrain, des photographies, des enregistrements audios et vidéos.
Collections principales
- Environ 9 000 objets de vannerie provenant de presque toutes les tribus amérindiennes de Californie et représentant l’intégralité des techniques.
- Environ 20 000 artéfacts égyptiens provenant essentiellement des fouilles effectuées entre 1899 et 1905 par George Reisner sur des sites prédynastiques.
- Une importante collection de poteries et textiles péruviens anciens, dont 9 200 furent rassemblés par Max Uhle entre la fin du XIXe siècle et le début du XXe.
- Quelque 32 000 objets africains provenant de William Bascom et de ses élèves, ainsi que des fouilles de J. Desmond Clark.
- Une importante collection d’objets océaniens, rapportés par exemple des îles Trobriand au début du XXe siècle par Bronislaw Malinowski ou provenant des fouilles d’E.W. Gifford dans les Fidji et en Nouvelle-Calédonie (années 1940-50).

## Programmes et activités
Outre ses activités de recherche et de publication, le musée organise des expositions dans une galerie située sur le campus, sponsorise des programmes d’éducation publique et coopère avec les communautés amérindiennes sur des questions de propriété culturelle et de rapatriement des objets et restes funéraires.
Le musée est accrédité par l'Alliance américaine des musées.

## Directeurs
Tous sont des anthropologues
- Frederic W. Putnam (1903–09)
- Alfred L. Kroeber (curateur, 1908–1925 ; directeur, 1925–46)
- Edward W. Gifford (1947–55)
- George M. Foster (directeur, 1955–57)
- William R. Bascom (1957–79)
- James Deetz (1979–88)
- Burton Benedict (1988–94)
- Rosemary Joyce (1994–99)
- Patrick Vinton Kirch (1999–2002)
- Douglas G. Sharon (2002–2006)
- Kent G. Lightfoot (directeur exécutif, 2006–2007)
- C. Judson King (directeur exécutif, 2007–2009)
- Mari Lyn Salvador (2009-2015)
- Benjamin W. Porter (directeur exécutif, 2015-)